# Gare d'Alna
La gare d'Alna est une halte ferroviaire norvégienne, située à Oslo, de la ligne Hovedbanen .
C'est une halte voyageurs Vy.

## Situation ferroviaire
La gare est située à 6.87 km de la gare d'Oslo entre les gares de Bryn et de Nyland.

## Histoire
Si la halte ferroviaire date de 1971, l'histoire de la gare d'Alna est bien plus ancienne.

### La première halte ferroviaire (1872-1873)
Située à peu près au même endroit qu'aujourd'hui, il y eut durant deux ans un arrêt : Alna holdeplass.

### La gare d'Alnabru (1902-1970)

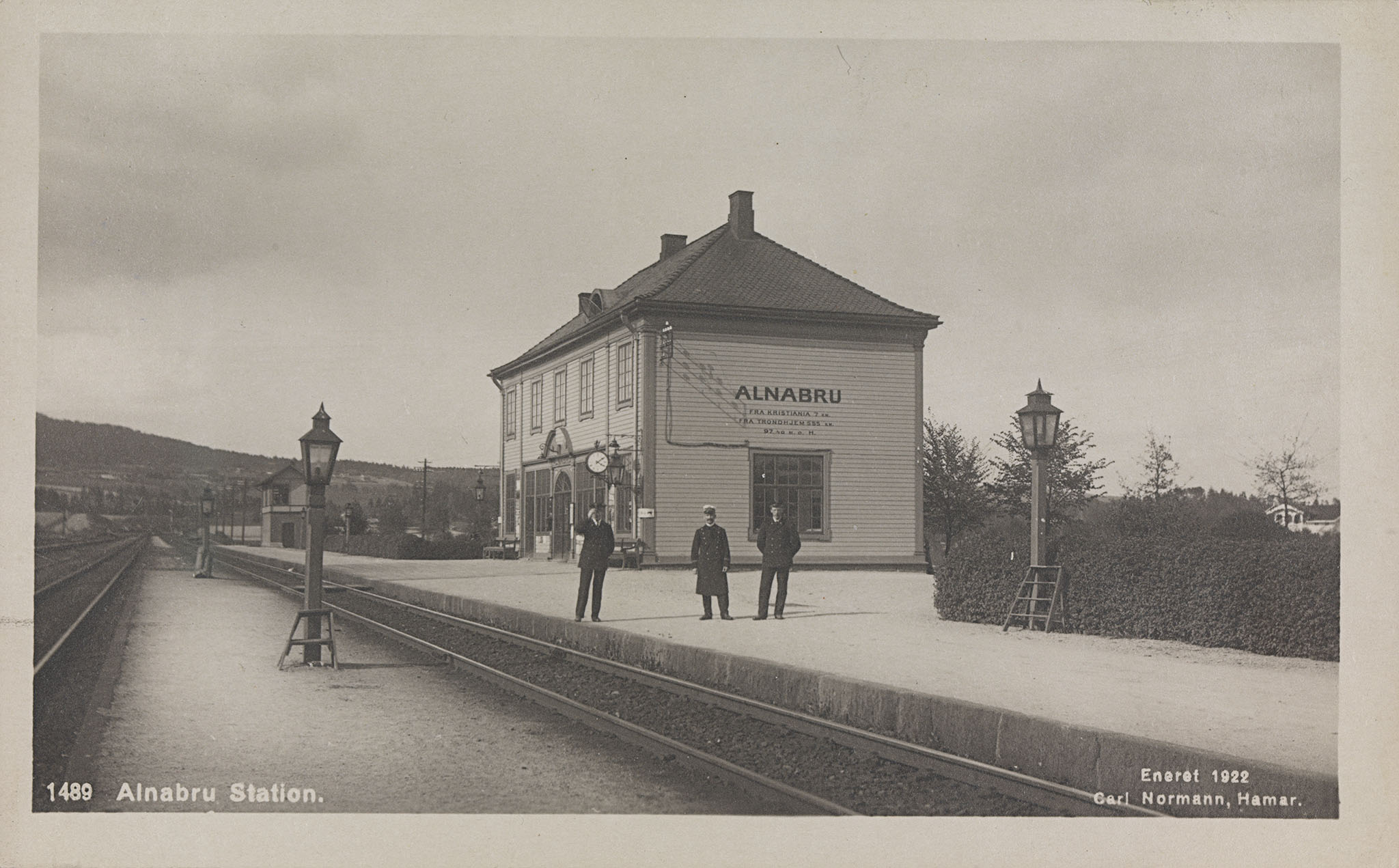
La gare d'Alnabru en 1922.

La gare fut construite en 1902. À son ouverture elle s'appelait Alna stasjon avant d'être renommée Alnabru stasjon quelques mois plus tard. Il y avait certes un trafic passager mais le but premier de cette gare était le transport de marchandises. En 1970, la gare fut remplacée à la suite du doublement de la ligne Hovedbanen et afin de laisser place au terminal de marchandises d'Alnabru : Alnabruterminalen. La halte ferroviaire ouvrit quelques jours après la fermeture de la gare dont le bâtiment fut détruit par la suite.

## Service des voyageurs

### Accueil
La gare ne possède ni guichet ni salle d'attente mais des abris de quai.

### Desserte
Alna est desservie par des trains locaux en direction de Spikkestad et de Lillestrøm.